# Nikolai Leontjewitsch Dobrezow
Nikolai Leontjewitsch Dobrezow (russisch Николай Леонтьевич Добрецов; * 15. Januar 1936 in Leningrad; † 23. Dezember 2020) war ein russischer Geologe und Hochschullehrer.

## Leben
Nikolai Dobrezows Eltern waren der Physiker Leonti Nikolajewitsch Dobrezow und die Geologin Julija Nikolajewna Kell. Der Großvater war der Geodäsist Nikolai Georgijewitsch Kell. Dobrezow studierte am Leningrader Bergbau-Institut mit Abschluss 1957. Anschließend nahm er als Leiter der Irtyschsk-Gruppe an der geologischen Altai-Expedition teil.
Im Jahr 1960 wurde Dobrezow Wissenschaftlicher Mitarbeiter des Instituts für Geologie und Geophysik der Sibirischen Abteilung (SO) der Akademie der Wissenschaften der UdSSR (AN-SSSR) in Nowosibirsk. 1963 wurde er mit seiner Arbeit über Jadeit-Arten im ultrabasischen Gestein des Westsajans und anderer Regionen zum Kandidaten der geologisch-mineralogischen Wissenschaften promoviert. 1969 wurde er Dozent am Lehrstuhl für Mineralogie und Petrographie der Universität Nowosibirsk (NGU). 1971 wurde er mit seiner Dissertation über Glaukophan- und Eklogit-Glaukophan-Komplexe in der UdSSR und ihre Genese zum Doktor der geologisch-mineralogischen Wissenschaften promoviert. Anschließend wurde er Laboratoriumsleiter des Instituts für Tektonik und Geophysik der Fernost-Abteilung der AN-SSSR in Chabarowsk. 1972 kehrte er als Laboratoriumsleiter nach Nowosibirsk in das Institut für Geologie und Geophysik zurück. 1974 folgte die Ernennung zum Professor am Lehrstuhl für Mineralogie und Petrographie der NGU.
1980 wurde Dobrezow Direktor des Instituts für Geologie der Burjatischen Filiale der SO-AN-SSSR in Ulan-Ude. 1984 wurde er Korrespondierendes Mitglied und 1987 Wirkliches Mitglied der AN-SSSR. 1987–1989 war er Vorsitzender des Präsidiums des Burjatischen Wissenschaftszentrums der SO-AN-SSSR in Ulan-Ude.
1988 kehrte Dobrezow wieder nach Nowosibirsk zurück und wurde Direktor des Instituts für Geologie und Geophysik der SO-AN-SSSR. 1989 wurde er Vizepräsident der SO-AN-SSSR. 1990 wurde das Institut für Geologie und Geophysik mit dem Institut für Mineralogie der SO-AN-SSSR vereinigt, und Dobrezow war der Generaldirektor des vereinigten Instituts. Von 1991 bis 1997 und ab 2005 leitet Dobrezow den Lehrstuhl für Mineralogie und Petrographie der NGU.
Dobrezow untersuchte die metamorphe Fazies im Hinblick auf die Metamorphose der Lagerstätten und die Veränderungen der Umwelt und des Klimas und entwickelte entsprechende Modelle. In den Mitteĺpunkt seiner Arbeit stellte er die Geodynamik des Erdinnern. Er begründete eine neue Forscherschule in der SO-AN-SSSR (seit 1991 SO der Russischen Akademie der Wissenschaften (RAN)), die die Prozesse im Erdkern, im Erdmantel und in der Erdkruste untersucht und modelliert. Dazu gehören insbesondere die Konvektionen im Erdmantel mit Auswirkungen auf Plattentektonik, Kontinentaldrift, Vulkanismus, Erdbeben sowie Mineral- und Erzbildung mit Konsequenzen für Lagerstätten von Bodenschätzen, insbesondere Seltenerden, Diamanten und Kohlenwasserstoffen.

## Ehrungen, Preise
- Leninpreis (1976)
- Staatspreis der Russischen Föderation (1997)
- Demidow-Preis (1999)
- Verdienstorden für das Vaterland II. Klasse (2007)
- Lawrentjew-Preis der RAN (2007)[6]